# Percy Jackson : Le Voleur de foudre
Pour les articles homonymes, voir Percy Jackson (homonymie) et Jackson.
Série
Percy Jackson : La Mer des monstres
(2013)
Pour plus de détails, voir Fiche technique et Distribution.
Percy Jackson : Le Voleur de foudre ou Percy Jackson et les Olympiens : Le voleur de foudre au Québec (Percy Jackson & the Olympians: The Lightning Thief) est un film américano-canado-britannique réalisé par Chris Columbus, sorti en 2010.
C'est une adaptation du roman Le Voleur de foudre, premier volet de la série Percy Jackson, écrit par Rick Riordan et mettant en scène le personnage du même nom. Malgré des critiques presse mitigées, le film est un succès commercial. Il connait une suite, Percy Jackson : La Mer des monstres, sortie en 2013.

## Synopsis
L'histoire s'ouvre sur une entrevue entre Poséidon et son frère Zeus. Il accuse le fils de Poséidon, Percy, d'avoir volé son éclair, et menace de déclarer la guerre sur Terre si ce dernier n'est pas retrouvé avant le solstice d'été.
Percy est un garçon dyslexique et hyperactif qui vit à New York avec sa mère Sally et son beau-père injurieux, Gabe Ugliano. Il entretient une amitié avec son camarade, Grover. Durant une sortie scolaire au musée sur la Mythologie grecque, Percy se rend compte qu'il sait lire le Grec ancien grâce aux légendes illustrées par le professeur Brunner, l'un des professeurs de Percy. À la fin de la visite, la professeure Dodds demande à Percy de venir lui parler en privé, mais elle se transforme soudainement en furie et lui ordonne de lui remettre l’éclair. Percy n’y comprend rien, et est sauvé in extremis par l'intervention du professeur Brunner et Grover, qui forcent Dodds à fuir. Mr. Brunner remet à Percy un stylo qu'il prétend être une arme très puissante, et charge Grover d'emmener Percy et sa mère loin de la ville, au Camp des Sangs-Mêlés, un sanctuaire secret pour les enfants demi-dieux. Sur le chemin, Grover lui révèle sa véritable nature de Satyre et Sally lui révèle que son père est un dieu. Cela fait de Percy un demi-dieu, ou pour être précis, un Sang-Mêlé.
Dès qu'ils sont proches de l'entrée du camp, ils se font attaquer par le Minotaure, qui semble tuer la mère de Percy. Percy découvre alors que le stylo de Mr. Brunner est une épée magique et s'en sert pour repousser le Minotaure, qu'il tue avec sa propre corne.
S'étant évanoui à la fin du combat avec le Minotaure, Percy ne se réveille que deux jours plus tard, dans l'infirmerie du Champ, où vivent tous les demi-dieux américains. Dès qu'il se réveille, son ami Grover, ayant repris sa véritable apparence de satyre, lui explique que les dieux de la Grèce ont déménagé à New York et qu'au fil des ans, ils sont descendus plusieurs fois dans le monde des mortels, engendrant des enfants. Il révèle ensuite que l'éclair dont parlait la Furie n'est autre que l'éclair de Zeus, le roi des dieux. Grover lui explique qu'une guerre entre les dieux est inévitable si l'éclair n'est pas restitué à Zeus avant le solstice d'été.
Percy rencontre Annabeth, la fille d'Athéna et meilleure héroïne du camp. Il retrouve également le professeur Brunner, découvrant qu'il est en réalité Chiron, un Centaure et entraîneur de héros. Il se lie également d'amitié avec Luke, le fils d'Hermès, qui l'emmène dans son équipe pour le jeu de la chasse au drapeau, dans lequel chacune des deux équipes devra essayer de s'approprier le drapeau de l'équipe adverse. Percy parvient à atteindre le drapeau, mais est surpris par Annabeth, où combat tous l’un contre l’autre. Percy, après un moment de désavantage, prouve ses capacités semi-divines (dues à l'eau qui peut guérir ses blessures) et parvient à battre Annabeth en duel.
Ce soir-là, au feu de camp, Hadès apparaît dans le feu, et révèle à Percy que sa mère n'est pas morte, elle a seulement été transportée aux Enfers. Le dieu ordonne à l'adolescent de lui donner l’éclair en échange de sa mère. Défiant les ordres de Chiron, Percy part pour les Enfers avec Grover et Annabeth. Avant de partir, il se rend chez Luke, qui lui offre une paire de converse volantes, un bouclier et une carte lui indiquant comment trouver trois perles qui lui permettront s'échapper des Enfers.
La première perle est retrouvée dans un magasin de statues habité par la Méduse, que Percy tue en lui coupant la tête (comme Persée). La deuxième perle est trouvée dans le Parthénon de Nashville sur la statue d’Athéna. Après l’avoir récupéré, les trois se font attaquer par l’Hydre mais Grover parvient à la battre en utilisant la tête de la Méduse. La troisième et dernière perle est récupérée à Las Vegas, dans l'hôtel de casino Lotus. Dans cet hôtel, Percy et ses amis oublient leur mission après avoir mangé des fleurs de lotus, dont les effets font perdre la notion du temps (comme chez les Lotophages). Lorsque Percy parvient à se réveiller, les trois prennent la dernière perle. Il ne leur reste qu'un seul jour pour empêcher la guerre, car ils sont restés près d'une semaine dans le casino. Ils découvrent aussi leur prochaine destination, la porte pour les Enfers se trouvant au pied du H du Panneau Hollywood.
Arrivés aux Enfers, et après avoir payé Charon, Percy explique à Hadès qu'il n'a pas volé l’éclair, espérant qu'il lui rendra quand même sa mère. Il s'avère cependant que l’éclair est cachée dans le bouclier que Luke avait donné à Percy. Hadès s'en empare et est sur le point de tuer Percy et ses amis, mais Perséphone se retourne contre lui pour se venger de son emprisonnement. Comme ils n'ont que trois perles, Grover reste aux Enfers, tandis que Percy, Annabeth et Sally s'enfuient.
Percy, Annabeth et Sally se téléportent à l'Empire State Building, l'entrée secrète de l'Olympe. Avant qu'ils ne puissent rentrer, Luke leur tend une embuscade et leur révèle avoir volé l'éclair pour démolir l'Olympe et prendre et recréer le monde à l'image des demi-dieux.
Percy s'engage dans un duel féroce avec Luke, dont il sort victorieux et court pour livrer l’éclair à Zeus sur l'Olympe. Après l'avoir rendu et expliqué tout ce qui s'était passé, il obtient la libération de Grover des Enfers. Sa demande est accordée et Poséidon demande à son frère Zeus de pouvoir parler à Percy. Lors de la discussion, le dieu des mers s'excuse auprès de Percy pour ne jamais avoir été présent, mais il lui promet également qu'il sera toujours là en lui.
Après avoir retrouvé Grover, Percy et Annabeth continuent de s'entraîner au Camp des Sangs-Mêlés.

## Fiche technique
Sauf indication contraire, les informations mentionnées dans cette section peuvent être confirmées par les bases de données cinématographiques IMDb et Allociné,  présentes dans la section « Liens externes ».
- Titre original : Percy Jackson and the Olympians: The Lightning Thief
- Titre français : Percy Jackson : Le Voleur de Foudre
- Titre québécois : Percy Jackson et les Olympiens : Le voleur de foudre[1]
- Réalisation : Chris Columbus
- Scénario : Chris Columbus, Craig Titley et Rick Riordan[2], d'après le roman Le Voleur de foudre de Rick Riordan
- Musique : Christophe Beck
- Direction artistique : Ross Dempster, Dan Hermansen, Aaron Sims, James Steuart, Sandi Tanaka et Gregory G. Venturi
- Décors : Howard Cummings
- Costumes : Renée April
- Photographie : Stephen Goldblatt
- Son : Rick Kline, Gary A. Rizzo, Randy Thom
- Montage : Peter Honess
- Production : Michael Barnathan, Chris Columbus, Mark Radcliffe et Karen Rosenfelt
  - Production déléguée : Thomas M. Hammel, Greg Mooradian, Mark Morgan et Guy Oseary
  - Production associée : Karen Swallow
- Sociétés de production :
  - États-Unis : 1492 Pictures, Sunswept Entertainment et Dune Entertainment III, en association avec Dune Entertainment, présenté par Fox 2000 Pictures
  - Royaume-Uni : en association avec Ingenious Film Partners et Big Screen Productions
  - Canada : TCF Vancouver Productions
- Société de distribution : Twentieth Century Fox
- Budget : 95 millions de $[3]
- Pays de production :  États-Unis,  Canada,  Royaume-Uni
- Langue originale : anglais, grec ancien
- Format : couleur (DeLuxe) — 35 mm — 2,39:1 (CinemaScope / Panavision) — son Dolby / Dolby Digital / DTS
- Genre : fantastique, fantasy, aventure
- Durée : 118 minutes
- Dates de sortie[4] :
  - France, Belgique, Suisse romande : 10 février 2010[5],[6],[7]
  - États-Unis, Canada, Québec, Royaume-Uni : 12 février 2010[1]
- Classification :
  - États-Unis : des scènes peuvent heurter les enfants - accord parental souhaitable (PG - Parental Guidance Suggested)[N 1]
  - Canada : certaines scènes peuvent heurter les enfants - accord parental souhaitable (PG - Parental Guidance)
  - Québec : tous publics - déconseillé aux jeunes enfants (G - General Rating)[1]
  - Royaume-Uni : pour un public de 8 ans et plus - accord parental souhaitable (PG - Parental Guidance)
  - France : tous publics avec avertissement (conseillé à partir de 10 ans)[5],[8],[N 2]
  - Belgique : tous publics (Alle Leeftijden)[6]
  - Suisse romande : interdit aux moins de 10 ans[9]

## Distribution
- Logan Lerman (VF : Nathanel Alimi) : Percy Jackson
- Brandon T. Jackson (VF : Diouc Koma) : Grover Underwood
- Alexandra Daddario (VF : Ludivine Maffren) : Annabeth Chase
- Pierce Brosnan (VF : Emmanuel Jacomy) : Chiron
- Catherine Keener (VF : Martine Irzenski) : Sally Jackson
- Uma Thurman (VF : Odile Cohen) : Méduse
- Kevin McKidd (VF : Alexis Victor) : Poséidon
- Maria Olsen (VF : ?) : Mme Dodds
- Melina Kanakaredes (VF : Céline Monsarrat) : Athéna
- Jake Abel (VF : Axel Kiener) : Luke Castellan
- Joe Pantoliano (VF : Jacques Bouanich) : Gabe Ugliano
- Steve Coogan (VF : Boris Rehlinger) : Hadès
- Rosario Dawson (VF : Annie Milon) : Perséphone
- Sean Bean (VF : Patrick Béthune) : Zeus
- Julian Richings : Charon
- Chelan Simmons : Selena, serveuse à l'hôtel Lotus
- Stefanie von Pfetten : Déméter
- Dylan Neal : Hermès
- Erica Cerra : Héra
- Serinda Swan : Aphrodite
- Dimitri Lekkos : Apollon
- Ona Grauer : Artémis
- Conrad Coates : Héphaïstos
- Luke Camilleri : Dionysos
- Marielle Jaffe : une fille d'Aphrodite
- Annie Ilonzeh : une fille d'Aphrodite
- Christie Laing : une fille d'Aphrodite
- Marie Avgeropoulos : une fille d'Aphrodite
- Merritt Patterson : une nymphe

- Version française
  - Société de doublage : Dubbing Brothers
  - Direction artistique : Thierry Wermuth
  - Adaptation : Alain Delahaye

Source et légende : Version française (VF) sur AlloDoublage

## Production

### Attribution des rôles
Le film marque les retrouvailles entre Pierce Brosnan et le réalisateur Chris Columbus, 18 ans après Madame Doubtfire. Il marque également les retrouvailles de Pierce Brosnan avec Sean Bean, 16 ans après GoldenEye, bien que dans Percy Jackson, les deux acteurs n'apparaissent pas ensemble à l'écran.

### Tournage
Le tournage a eu lieu en Colombie-Britannique (Vancouver, Mission), ainsi qu'à New York (Metropolitan Museum of Art, Empire State Building), Hollywood, Nashville et Las Vegas.

### Musique
La musique du film est composée par Christophe Beck.
Liste des titres
| No  | Titre                 | Durée |
| --- | --------------------- | ----- |
| 1.  | Prelude               | 2:29  |
| 2.  | The Minotaur          | 5:09  |
| 3.  | Chiron                | 2:02  |
| 4.  | Victory               | 1:32  |
| 5.  | The Fury              | 2:16  |
| 6.  | Dyslexia              | 1:02  |
| 7.  | The Hydra             | 6:54  |
| 8.  | Medusa                | 2:43  |
| 9.  | Son of Poseidon       | 1:57  |
| 10. | The Parthenon         | 3:42  |
| 11. | Hollywood             | 2:32  |
| 12. | Lost Souls            | 2:35  |
| 13. | Fighting Luke, Part 1 | 3:54  |
| 14. | Fighting Luke, Part 2 | 2:47  |
| 15. | Hades                 | 2:47  |
| 16. | Mount Olympus         | 1:27  |
| 17. | Poseidon              | 3:07  |
| 18. | Homecoming            | 3:06  |
| 19. | End Credits           | 7:12  |

Chansons présentes dans le film
- Highway to Hell - AC/DC
- I'll Pretend - Dwight Yoakam
- A Little Less Conversation (Junkie XL remix) - Elvis Presley
- Poker Face - Lady Gaga
- Mama Told Me (Not to Come) - Three Dog Night
- Tik Tok - Kesha

## Accueil

### Accueil critique
Sur le site d'Allociné le film obtient des critiques mitigées. La presse lui donne une moyenne de 2,5/5 basée sur 12 critiques presse. Les spectateurs lui donnent une moyenne de 2,8/5.
Sur le site d'IMDb, le film obtient la note de 5,9/10 basée sur 127 844 utilisateurs et un Metascore de 47/100 basé sur 31 avis.
Sur le site de Rotten Tomatoes, le film obtient un taux d'approbation de 49 %.

### Box-office
| Pays / Région                  | Box-office        |
| Box-office Monde               | 226 497 209 $     |
| Box-office international       | 137 728 906 $     |
| Box-office États-Unis - Canada | 88 768 303 $      |
| Box-office France              | 1 225 182 entrées |

## Nominations

### Nominations2010
- Hollywood Post Alliance : meilleur étalonnage des couleurs dans un processus DI (Digital intermediate) pour un long métrage pour Steven J. Scott
- MTV Movie & TV Awards :
  - Meilleure révélation de l’année pour Logan Lerman
  - Meilleur combat pour Logan Lerman et Jake Abel
- Teen Choice Awards :
  - Meilleure actrice dans un film fantastique pour Rosario Dawson
  - Meilleure révélation féminine de l'année pour Alexandra Daddario
  - Meilleure révélation masculine de l'année pour Logan Lerman
  - Meilleure scène de combat pour Logan Lerman et Jake Abel
- Scream Awards : meilleur caméo pour Rosario Dawson

### Nominations2011
- Academy of Science Fiction, Fantasy and Horror Films - Saturn Awards : meilleur jeune acteur pour Logan Lerman
- Black Reel Awards : meilleur acteur dans un second rôle pour Brandon T. Jackson

### Nomination2015
- Kids' Choice Awards : livre préféré Percy Jackson et les Dieux grecs de Rick Riordan

## Éditions en vidéo
- En France, le film Percy Jackson : Le Voleur de foudre est sorti en DVD[15] et Blu-ray[16] le 15 juillet 2010. Plusieurs rééditions en DVD et Blu-ray ont eu lieu entre 2014 et 2024[17].Le film est également sorti en VOD le 1er juin 2015[5].
- Au Québec, le film est sorti en DVD le 29 juin 2010[1].

## Suite et adaptation
En octobre 2011, 20th Century Fox annonce une suite basée sur le deuxième livre de Rick Riordan, La Mer des monstres, prévue pour le 27 mai 2013 aux États-Unis et le 14 août 2013 en France. Le film, Percy Jackson : La Mer des monstres, est réalisé par Thor Freudenthal et sort aux États-Unis le 7 août 2013 puis en France le 14 août.
Le scénario du film a par ailleurs été adapté en bande dessinée, écrit par Robert Venditti et dessiné par Attila Futaki (sorti en France en avril 2011 chez 12 bis).

## Différences avec la mythologie grecque
- Dans la mythologie, Persée est le fils de Zeus (non de Poséidon) et de Danaé, et il épouse Andromède après l'avoir libéré du monstre marin.
- Dans la mythologie, d'après le récit d'Eschyle, Persée coupe la tête de Méduse avec l'aide d'Hermès, qui lui fournit les sandales ailées et le casque d'Hadès, d’Héphaïstos, qui lui donne une épée, et d'Athéna.

## Différences entre le roman et le film
(février 2015).

### Personnages
- Dans le film, Grover est afro-américain.
- Dans le film, Annabeth est brune au lieu de blonde.
- Dans le film, Clarisse n’apparaît pas.
- Dans le film, Argos n’apparaît pas.
- Dans le film, Méduse n’est pas une vieille femme.
- Dans le film, Charon ne porte pas de costume italien.
- Dans le film, Percy rencontre Perséphone aux Enfers au lieu de la rencontrer dans le tome 5.
- Dans le film, les Parques ne sont pas présentes.
- Dans le film, les dieux sont habillés en tenues anciennes au lieu de vêtements modernes, mis à part Hadès et sa tenue "originale".
- Dans le film, Cronos n'est uniquement mentionné par Chiron lors de la visite du Musée, alors qu'il est l'instigateur principal du complot dans le livre.
- Dans le film, Percy et Annabeth tombent amoureux au fur et à mesure de l'histoire, alors qu'ils ne sont qu'amis jusqu'au tome 4.
- Dans le film, Luke n'a pas sa balafre au visage.
- Dans le film, Luke fait plus jeune que son âge, lui qui a 19 ans dans le livre.
- Dans le film, Percy et Grover vont au lycée, ils ont donc au moins quinze ans alors que Percy en a 12 dans le livre.
- Dans le film, on ne voit pas Nancy, la méchante de Yancy.
- Dans le film, Percy et Grover ne sont pas en pension à Yancy : on voit Percy rentrer chez lui au début du film.
- Dans le film, on ne voit pas le pin de Thalia.
- Dans le film, Madame Dodds est professeur d'anglais au lieu d'être professeur de maths.
- Dans le film, c'est Grover qui est aux côtés de Percy quand il se réveille à l'infirmerie à la place d' Annabeth.

### Événements
- Dans le film, Percy ne tue pas la Furie, c’est Chiron qui la menace et elle s’en va.
- Dans le film, Percy est tout de suite mis au courant de la situation et ne va pas à Montauk.
- Dans le film, Monsieur D. (Dionysos) n’est pas présent dans la colonie des Sang-Mêlé.
- Dans le film, Chiron ne se déplace plus en fauteuil roulant dans la colonie.
- Dans le film, Percy apprend immédiatement que son père est Poséidon, au lieu d'être reconnu : il ne va donc pas dormir pendant un temps chez les Hermès.
- Dans le film, les demi-dieux ne font pas d'offrandes aux dieux.
- Dans le film, Annabeth est plus ignorante que dans le livre.
- Dans le film, Annabeth n'a pas de sentiments pour Luke.
- Dans le film, Percy se bat au ruisseau contre Annabeth au lieu de Clarisse.
- Dans le film, après le jeu de l’étendard, Percy ne se fait pas attaquer par un chien des enfers (Cerbère).
- Dans le film, Hadès se présente à la colonie et fait une proposition à Percy, alors que dans le livre il se rend aux Enfers pour trouver la foudre de Zeus.
- Dans le film, Percy quitte incognito la colonie au lieu d’en avoir reçu l’ordre pour accomplir sa quête.
- Dans le film, les perles pour s’enfuir des enfers proviennent de Perséphone, alors qu’elles sont un cadeau de Poséidon.
- Dans le film, Méduse pétrifie une femme.
- Dans le film, Luke donne à Percy un bouclier.
- Dans le film, Percy se sert de son iPod Touch comme d’un miroir au lieu de se servir d’une boule de verre.
- Dans le film, Percy, Annabeth et Grover n’envoient pas la tête de Méduse aux dieux mais la conservent comme arme.
- Dans le film, Percy et ses amis obtiennent les perles en affrontant Méduse, l’Hydre de Lerne et en allant au Casino du Lotus (Lotophages), au lieu de les avoir en cadeau.
- Dans le film, les trois amis se battent contre l’Hydre de Lerne au lieu d’affronter cette dernière dans le tome 2.
- Dans le film, le trio mange des fleurs de lotus au lieu de devenir amnésique rien qu’en restant dans l’hôtel.
- Dans le film, Percy et ses amis n’affrontent pas Echidna, ni la Chimère, ni Procuste.
- Dans le film, le casque d’Hadès n’a pas été volé.
- Dans le film, l’éclair de Zeus était dans le bouclier de Percy au lieu du sac donné par Arès.
- Dans le film, ils ne rencontrent pas Arès.
- Dans le film, Percy et ses amis ne vont pas à Aqualand pour récupérer le bouclier d'Arès.
- Dans le film, Grover reste aux Enfers au lieu de la mère de Percy.
- Dans le film, Percy affronte Luke au sommet de l’Empire State Building.
- Dans le film, à la fin, tous les dieux sont réunis, alors qu’il n’y a que Zeus et Poséidon.
- Dans le film, les dieux n’ont pas le droit de voir leurs enfants, au lieu du fait qu’il y a un pacte des Trois Grands.
- Dans le film c'est Percy qui récupère l'étendard au lieu du fait que ce soit Luke qui le récupère

### Lieux
- Dans le film, le bungalow de Poséidon est à l’écart des autres.
- Dans le film, les bungalows ne forment pas un U.
- Dans le film, Percy et ses amis s’arrêtent dans un motel après avoir vaincu Méduse.
- Dans le film, le trio va à Nashville pour récupérer l’une des perles.
- Dans le film, l’entrée des Enfers est en dessous des lettres géantes d’Hollywood.

## Clins d'œil
Quand le trio décide de se lancer dans sa quête et va demander conseil à Luke (fils d'Hermès), celui-ci joue à Call of Duty: Modern Warfare 2 sur XBOX 360. On remarque même que la carte jouée est Favelas.
À Las Vegas, lorsque les acteurs s'enfuient du casino, ils s'échappent à bord d'une Maserati, marque dont le logo est un trident, symbole associé à Poséidon, père de Percy Jackson.